# Furube Kenta
Kenta Furube (sinh ngày 30 tháng 11 năm 1985) là một cầu thủ bóng đá người Nhật Bản.

## Sự nghiệp câu lạc bộ
Kenta Furube đã từng chơi cho Yokohama F. Marinos, Zweigen Kanazawa, V-Varen Nagasaki và Avispa Fukuoka.